# Bulgarischer Fußballpokal 2011/12
Der Bulgarischer Fußballpokal 2011/12 war die 72. Austragung des Pokalwettbewerbs im Fußball in Bulgarien. Pokalsieger wurde Ludogorez Rasgrad. Das Team setzte sich im Finale gegen Lokomotive Plowdiw durch. Da Ludogorez durch den Meistertitel bereits für die UEFA Champions League qualifiziert war, nahm der unterlegene Finalist an der 2. Qualifikationsrunde der UEFA Europa League 2012/13 teil.

## Modus
In allen Runden wurden die Begegnungen in einem Spiel entschieden. Bei unentschiedenem Ausgang gab es eine Verlängerung von zweimal 15 Minuten und gegebenenfalls ein Elfmeterschießen. In allen Runden hatten die unterklassigen Vereine Heimrecht.

## Teilnehmer
| A Grupa (16) | B Grupa (20) | B Grupa (20) | Regionalcup (9) |
| --- | --- | --- | --- |
| - Beroe Stara Sagora - FC Botew Wraza - Kaliakra Kawarna - Lewski Sofia - Litex Lowetsch - Lokomotive Plowdiw - Lokomotive Sofia - Ludogorez Rasgrad - Minjor Pernik - PFK Montana - Slawia Sofia - Swetkawiza Targowischte - Tscherno More Warna - FC Tschernomorez Burgas - Widima-Rakowski Sewliewo - ZSKA Sofia | 000Gruppe West - Akademik Sofia - FC Bansko - FC Bdin Widin - FC Malesch Mikrewo - FC Pirin Goze Deltschew - Septemwri Simitli - FK Sliwnischki Geroj Sliwniza - FK Sportist Swoge - Tschawdar Bjala Slatina - FC Tschawdar Etropole | 000Gruppe Ost - Botew Plowdiw - PFC Dobrudscha Dobritsch - Dorostol 2003 Silistra - Etar Weliko Tarnowo - FK Ljubimez 2007 - Neftochimik Burgas - PFK Nessebar - OFK Sliwen 2000 - PFK Tschernomorez Pomorie - Spartak Warna | Nordwest Gruppe: - Botew Kosloduj (III) - Lok Gorna Orjachowiza (III) - FK Spartak Plewen (III) Nordost Gruppe: keiner Südwest Gruppe: - Pirin Semen (IV) - Urwitsch 1960 Dolni Pasarel (IV) - FK Tschepinez Welingrad (III) Südost Gruppe: - FC Rakowski 2001 (III) - Tundscha Jambol (III) - Wereja Stara Sagora (IV) |

## 1. Runde
Teilnehmer: Die 20 Zweitligisten und die 9 Sieger des regionalen Pokals. Da die Teams aus der Nordostgruppe ihre Teilnahme abgesagt hatten, erhielten drei Vereine ein Freilos.
| Datum      |                                    | Ergebnis              |                                |
| ---------- | ---------------------------------- | --------------------- | ------------------------------ |
| 19.10.2011 | Urwitsch 1960 Dolni Pasarel (IV)   | 0:5                   | FC Tschawdar Etropole (II)     |
| 19.10.2011 | Pirin Semen (IV)                   | 0:6                   | FK Ljubimez 2007 (II)          |
| 20.10.2011 | Tschawdar Bjala Slatina (II)       | 2:3                   | PFC Dobrudscha Dobritsch (II)  |
| 20.10.2011 | Etar Weliko Tarnowo (II)           | 2:1                   | Akademik Sofia (II)            |
| 20.10.2011 | Neftochimik Burgas (II)            | 0:0 n. V. (8:7 i. E.) | Spartak Warna (II)             |
| 20.10.2011 | Lok Gorna Orjachowiza (III)        | 1:3                   | Septemwri Simitli (II)         |
| 20.10.2011 | FC Pirin Goze Deltschew (II)       | 2:0                   | Dorostol 2003 Silistra (II)    |
| 20.10.2011 | Tundscha Jambol (III)              | 7:0                   | FC Bdin Widin (II)             |
| 20.10.2011 | OFK Sliwen 2000 (II)               | 0:1                   | PFK Nessebar (II)              |
| 20.10.2011 | FK Spartak Plewen (III)            | 2:0                   | FC Rakowski 2001 (III)         |
| 20.10.2011 | Botew Plowdiw (II)                 | 2:1                   | FC Malesch Mikrewo (II)        |
| 20.10.2011 | FK Sportist Swoge (II)             | 3:0                   | PFK Tschernomorez Pomorie (II) |
| 20.10.2011 | FK Tschepinez Welingrad (III)      | 0:1                   | Botew Kosloduj (III)           |
|            | FC Bansko (II)                     | Freilos               |                                |
|            | FK Sliwnischki Geroj Sliwniza (II) | Freilos               |                                |
|            | Wereja Stara Sagora (IV)           | Freilos               |                                |

## 2. Runde
Teilnehmer: Die 16 Sieger der 1. Runde und die 16 Erstligisten.
| Datum      |                               | Ergebnis              |                                    |
| ---------- | ----------------------------- | --------------------- | ---------------------------------- |
| 23.11.2011 | Botew Kosloduj (III)          | 2:2 n. V. (7:8 i. E.) | Septemwri Simitli (II)             |
| 23.11.2011 | FC Tschawdar Etropole (II)    | 0:2                   | Lokomotive Plowdiw (I)             |
| 23.11.2011 | Minjor Pernik (I)             | 1:1 n. V. (5:3 i. E.) | Tscherno More Warna (I)            |
| 23.11.2011 | FC Bansko (II)                | 0:1                   | Lewski Sofia (I)                   |
| 23.11.2011 | Widima-Rakowski Sewliewo (I)  | 1:1 n. V. (4:5 i. E.) | Swetkawiza Targowischte (I)        |
| 23.11.2011 | Slawia Sofia (I)              | 0:1                   | ZSKA Sofia (I)                     |
| 23.11.2011 | Kaliakra Kawarna (I)          | 1:1 n. V. (4:3 i. E.) | Lokomotive Sofia (I)               |
| 23.11.2011 | FC Pirin Goze Deltschew (II)  | 1:3                   | FC Tschernomorez Burgas (I)        |
| 23.11.2011 | Botew Plowdiw (II)            | 1:0                   | FC Botew Wraza (I)                 |
| 23.11.2011 | FK Sportist Swoge (II)        | 0:5                   | Litex Lowetsch (I)                 |
| 23.11.2011 | FK Spartak Plewen (III)       | 4:1                   | FK Ljubimez 2007 (II)              |
| 23.11.2011 | PFC Dobrudscha Dobritsch (II) | 1:0                   | PFK Nessebar (II)                  |
| 23.11.2011 | Tundscha Jambol (III)         | 0:0 n. V. (5:4 i. E.) | PFK Montana (I)                    |
| 23.11.2011 | Beroe Stara Sagora (I)        | 0:1                   | Ludogorez Rasgrad (I)              |
| 24.11.2011 | Etar Weliko Tarnowo (II)      | 2:0                   | Neftochimik Burgas (II)            |
| 24.11.2011 | Wereja Stara Sagora (IV)      | 1:4                   | FK Sliwnischki Geroj Sliwniza (II) |

## Achtelfinale
| Datum            |                               | Ergebnis |                                    |
| ---------------- | ----------------------------- | -------- | ---------------------------------- |
| 3. Dezember 2011 |                               |          |                                    |
| 03.12.2011       | Etar Weliko Tarnowo (II)      | 0:3      | Lewski Sofia (I)                   |
| 03.12.2011       | PFC Dobrudscha Dobritsch (II) | 0:4      | Lokomotive Plowdiw (I)             |
| 03.12.2011       | Tundscha Jambol (III)         | 0:3      | Minjor Pernik (I)                  |
| 03.12.2011       | Septemwri Simitli (II)        | 3:0      | FK Sliwnischki Geroj Sliwniza (II) |
| 03.12.2011       | Ludogorez Rasgrad (I)         | 5:1      | Swetkawiza Targowischte (I)        |
| 03.12.2011       | FK Spartak Plewen (III)       | 0:3      | ZSKA Sofia (I)                     |
| 03.12.2011       | Litex Lowetsch (I)            | 5:0      | Kaliakra Kawarna (I)               |
| 04.12.2011       | Botew Plowdiw (II)            | 2:1      | FC Tschernomorez Burgas (I)        |

## Viertelfinale
| Datum      |                        | Ergebnis  |                       |
| ---------- | ---------------------- | --------- | --------------------- |
| 14.03.2012 | Botew Plowdiw (II)     | 0:3       | Ludogorez Rasgrad (I) |
| 14.03.2012 | Litex Lowetsch (I)     | 2:0       | Minjor Pernik (I)     |
| 15.03.2012 | Lokomotive Plowdiw (I) | 2:1 n. V. | Lewski Sofia (I)      |
| 15.03.2012 | Septemwri Simitli (II) | 2:1       | ZSKA Sofia (I)        |

## Halbfinale
| Datum      |                        | Ergebnis |                        |
| ---------- | ---------------------- | -------- | ---------------------- |
| 11.04.2012 | Septemwri Simitli (II) | 1:4      | Ludogorez Rasgrad (I)  |
| 11.04.2012 | Litex Lowetsch (I)     | 0:1      | Lokomotive Plowdiw (I) |

## Finale
| Paarung            | Lokomotive Plowdiw – Ludogorez Rasgrad |
| Ergebnis           | 1:2 (1:0) |
| Datum              | 16. Mai 2012 |
| Stadion            | Lasur-Stadion, Burgas |
| Zuschauer          | 13.103 |
| Schiedsrichter     | Stanislaw Todorow |
| Tore               | 1:0 Dakson da Silva (18.) 1:1 Marcelinho (72.) 1:2 Marcelinho (79.) |
| Lokomotive Plowdiw | Iwan Karadschow – Jérémie Rodrigues, Youness Bengelloun, Tanko Djakow (52. Angel Joschew), Michail Wenkow – Daniel Georgiew, Christo Slatinski (83. Jordan Todorow), Sérginho Ribeiro – Dakson da Silva (60. Ljubomir Witanow) – Sdrawko Lasarow , Basile de Carvalho Cheftrainer: Emil Welew |
| Ludogorez Rasgrad  | Uroš Golubović – Guilherme de Souza, Alexandre Barthe, Ľubomír Guldan, Jordan Minew – Stanislaw Gentschew, Marcelinho, Swetoslaw Djakow – Iwan Stojanow (90. Dimo Bakalow), Emil Gargorow , Miroslaw Iwanow (59. Michail Aleksandrow) Cheftrainer: Iwajlo Petew                               |
| Gelbe Karten       | Sdrawko Lasarow, Sérginho Ribeiro, Jérémie Rodrigues – Ľubomír Guldan, Miroslaw Iwanow, Jordan Minew |
| Platzverweise      | Youness Bengelloun (89.) – keine |